# La Vall d'Uixó
La Vall d'Uixó, katalánsky také Vall-llarga, Vall del Duc nebo zjednodušeně La Vall (španělsky), je město ve východním Španělsku v autonomním společenství Valencie v provincii Castellón. La Vall se nachází 25 km jižně od hlavního města provincie Castelló, 45 km severně od hlavního města společenství Valencie, v comarce  Plana Baja (španělsky) či Plana Baixa (katalánsky) a 8 km od Středozemního moře, ve výšce 118 metrů nad mořem. Žije zde přibližně 32 tisíc obyvatel. Hovoří se v něm španělsky a katalánsky.

## Geografie
Město leží v údolí řeky Belcaire a na svazích vrchoviny, jejíž nejvyšší vrchol dosahuje do výšky 648 metrů nad mořem. Pobřeží Středozemního moře je vzdáleno 8 km. Město má typické středomořské podnebí. 25 km na jih leží hlavní město provincie Castellón, 45 km na sever Valencie. Spodní část města je 118 metrů nad mořem, hradby středověké lokality kolem 187 metrů nad mořem.

## Historie
Údolí bylo osídleno od pravěku, z paleolitu pocházejí stopy lovců žijících v jeskyních, jako byla La cova de Sant Josep (přibližně 16 000 let př. n. l.). Byly zde nalezeny dva skalní útvary s jeskynními malbami. Během neolitu a doby bronzové osídlili lidé také svahy vysoko v horách, dobře opevněné hradbami se strážními věžemi. Strategická poloha jim umožňovala ovládat rozsáhlé území až po Serra d'Espadà. 
Za Římanů od 4. stol. př. n. l. byl vybudovány silnice, v pyrenejském období vznikla iberská města La Punta d’Orleyl a Poblat Sant Josep. La Punta d’Orleyl zaujímá velkou plochu současného města, i s pozůstatky původní akropole (jeden z 22 hrobů Visigótů byl uhlíkovou metodou datován do 6.-7. století). Město bylo obehnané čtyřmi řadami hradebních zdí s věžemi. Veřejné budovy byly kamenné, vystavěné z kyklopského zdiva.
Arabové na dobytých územích mnoho nezměnili, vesnice Alcúdia, Zeneja, Benigafull, Benizahat, Zeneta a Benigasló byly převážně zemědělské. Politické a právní centrum bylo v Castell d'Uixó. Založení města se datuje k roku 1250, během 2. poloviny 13. století se stalo významným městem království Valencie. Po ukončení nadvlády Maurů v roce 1609 zůstali Maurové ve svých domech a na svých polích pod křesťanskou kontrolou.
V průběhu 18. století se šest vesnic spojilo do měst El poble de Dalt a El poble de Baix. V roce 1860 vytvořila obě městečka centrální náměstí, kde je v současnosti radnice. 
Během 20. století vlivem industrializace zásadně stoupala imigrace až do začátku 90. let. V současnosti tvoří cizinci kolem 20̥ procent populace. Po období ekonomické krize a uzavření některých podniků změnil La Vall svou socioekonomickou strukturu, která je nyní více zaměřena na obchod a turistický ruch. Zemědělství se soustřeďuje na pěstování citrusů.

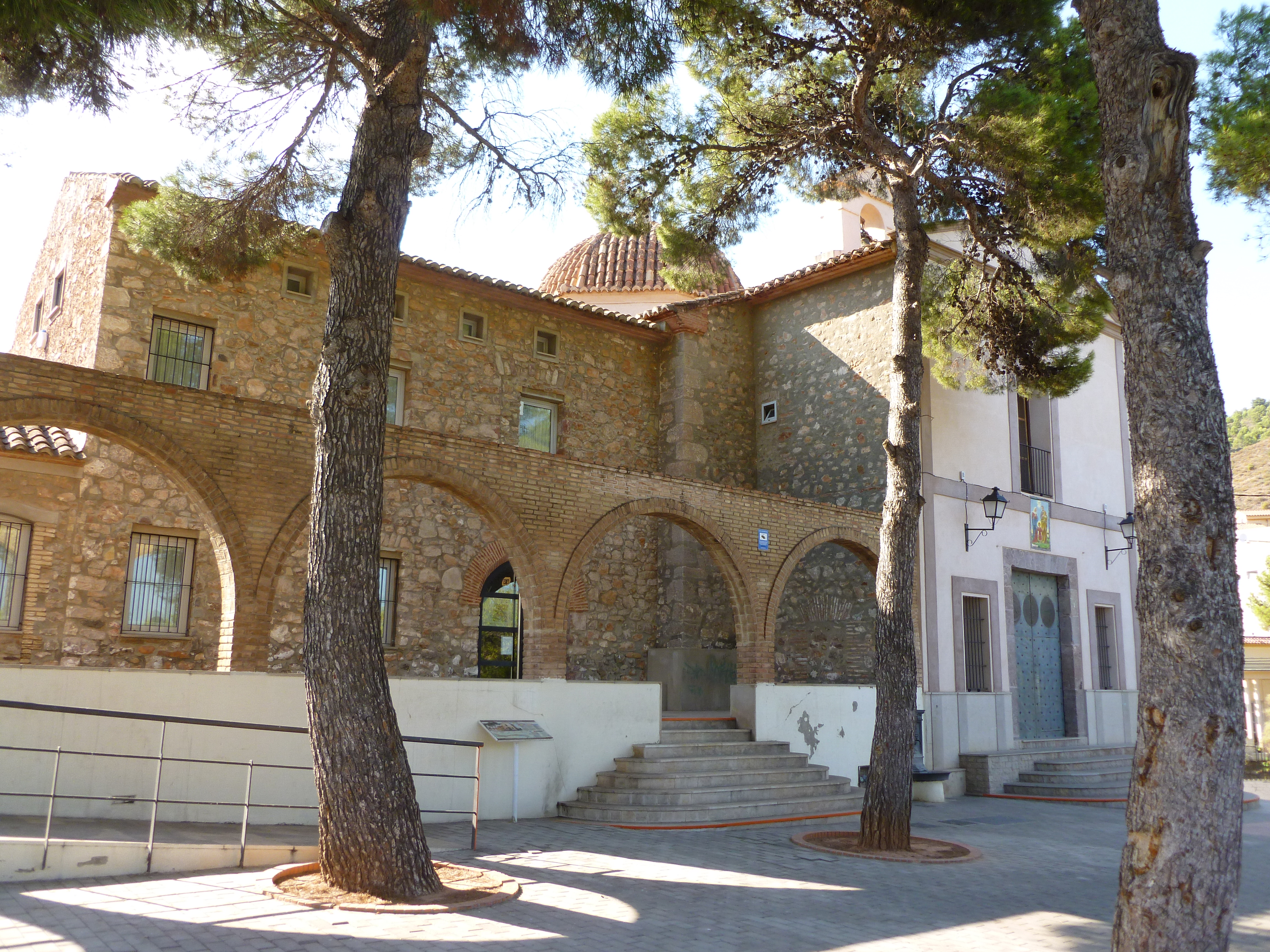
Ermitáž sv. Josefa

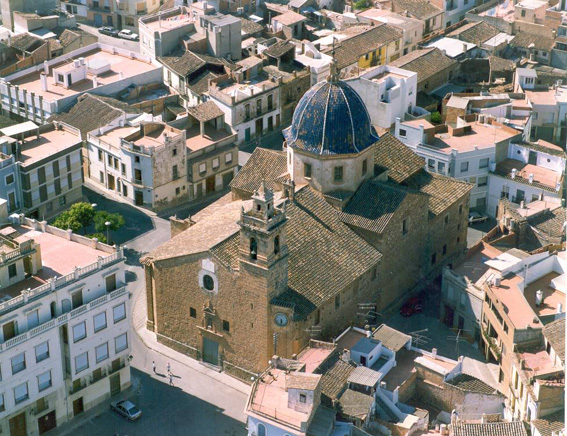
kostel Anděla strážce

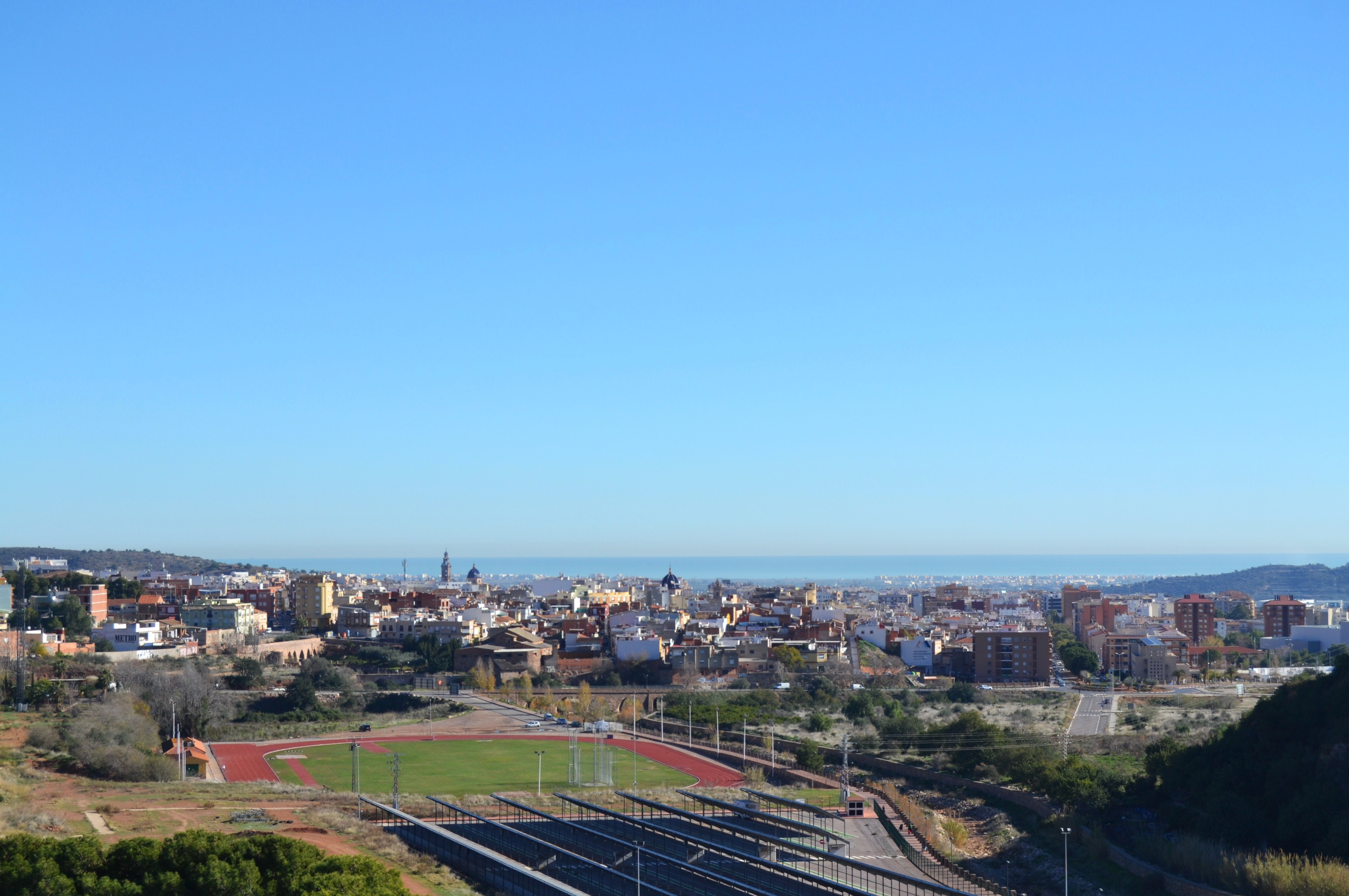
Panorama města s pobřežím

## Památky
- Kostel Anděla Strážce (Església del Sant Ángel Custodio) - hlavní městský chrám, trojlodní bazilika s osmibokou kupolí nad křížením; středověká krypta, barokní oltáře, cenná barokní malba na valené klenbě presbytáře.
- Kostel Nanebevzetí Panny Marie (Església de Nostra Señora de l'Assumpció) - barokní chrám ze 17. století, kaple Svátostí (La Capilla del Sagrari) má stěny pokryty glazovanými obkladačkami.
- Ermitáž (poustevna) sv. Josefa - při kostele ruiny středověkého areálu
- Ermitáž (poustevna) sv. Vincence Ferrerského - v 17. století vystavěna na základech muslimské mešity
- Ermitáž sv. Antonína - turistické centrum
- Radnice
- Ibero-římská archeologická lokalita Poblat Sant Josep - areál se základy kamenných staveb upravený na muzeum v přírodě
- Ibero-římský akvadukt v místní části El Roser

## Slavnosti
Kulturní akce jsou většinou spojeny s náboženskými svátky, koná se jich kolem 20 ročně. 
- Las Fiestas de San Vicente Ferrer - hlavní městský svátek sv. Vincence Ferrerského (kolem 4. srpna), spojený se zemědělskými oslavami úrody a gastronomie.